# Том Димулен
Том Димулен (фр. Tom Dumoulin, Мастрихт, 11. новембар 1990) бивши је холандски професионални бициклиста у периоду од 2011. до 2022. године, који је последње возио за UCI ворлд тур тим Јумбо—визма. Освојио је по једном Ђиро д’Италију, Бинкбанк Тур и Свјетско првенство у вожњи на хронометар, гдје је освојио и по једну сребрну и бронзану медаљу, као и Свјетско првенство у екипном хронометру, гдје је освојио и једну сребрну медаљу. Четири пута је освојио првенство Холандије у вожњи на хронометар и двије сребрне медаље на Олимпијским играма у вожњи на хронометар — 2016. и 2020. По једном је завршио Тур де Франс и Ђиро д’Италију на другом мјесту, док је Вуелта а Еспању једном завршио на шестом мјесту, уз освојену класификацију за најагресивнијег возача. Остварио је укупно девет етапних побједа на гранд тур тркама.
Професионалну каријеру почео је 2011. у континенталном тиму Рабобанка, гдје је провео једну сезону, након чега је прешао у тадашњи тим Пројект 1т4и, гдје је прве сезоне углавном возио трке за возаче до 23 године. Први велики успјех остварио је 2014. када је освојио национално првенство у вожњи на хронометар и бронзу на Свјетском првенству у вожњи на хронометар, завршивши иза Бредлија Вигинса и Тонија Мартина. Године 2015. завршио је на шестом мјесту на Вуелта а Еспањи, уз двије етапне побједе; био је лидер до етапе 20, на којој је изгубио преко четири минута. Године 2016. освојио је национално првенство у вожњи на хронометар по други пут, након чега је остварио једну етапну побједу на Ђиру и двије на Туру, а сезону је завршио освајањем сребрне медаље на Олимпијским играма, гдје је у вожњи на хронометар завршио 47 секунди иза Фабијана Канчеларе.
Године 2017. остварио је највећи успјех у каријери; освојио је Ђиро д’Италију, поставши тако први холандски побједник Ђира. Исте године, освојио је златну медаљу на Свјетском првенству у вожњи на хронометар, поставши тако први холандски свјетски шампион у вожњи на хронометар. Године 2018. завршио је Ђиро д’Италију на другом мјесту, 46 секунди иза Криса Фрума. Сајмон Јејтс је био лидер до етапе 19, када је Фрум напао на 80 km до циља, остварио етапну побједу и са четвртог мјеста преузео розе мајицу. На Тур де Франсу 2018, такође је завршио на другом мјесту, иза Герента Томаса. Димулен и Крис Фрум (који је Тур завршио на трећем мјесту) постали су тако први возачи који су и Ђиро и Тур завршили на подијуму исте године, након Марка Пантанија 1998.
Године 2019. пао је на Ђиру, због чега је пропустио остатак сезоне. Године 2020. напустио је тим Санвеб након осам година и прешао је у Јумбо—визму. Сезона је била прекинута од марта до августа због пандемије ковида 19; возио је Тур де Франс, гдје је радио за Приможа Роглича и завршио га је на седмом мјесту. У јануару 2021. одлучио је да привремено прекине каријеру, а бициклизму се вратио у јуну, након чега је освојио сребрну медаљу на Олимпијским играма у вожњи на хронометар, завршивши иза Роглича, као и првенство Холандије у вожњи на хронометар по четврти пут. Године 2022. возио је Ђиро д’Италију, са које се повукао након етапе 14, послије чега је изјавио да ће завршити каријеру на крају сезоне. Првенство Холандије у вожњи на хронометар завршио је на другом мјесту, иза Баукеа Молеме, након чега је у августу 2022. завршио каријеру.

## Дјетињство и јуниорска каријера
Димулен је одрастао у близини булевара Мас, гдје је некада био циљ трке Амстел голд. Први пут кад је гледао трку, нису га импресионирали бициклисти, већ хеликоптери. Први спорт којим се бавио био је фудбал. Ипак, убрзо се показало да није довољно талентован за фудбал и почео је да тражи спорт у којем би успио. Почео је да се бави атлетиком, затим хокејом на леду и на крају бициклизмом; придружио се групи коју је формирао бивши холандски професионални бициклиста, Ув Вајнандс. Димулен ипак није хтио да буде бициклиста, већ доктор, али у Холандији је тешко уписати медицинску школу: од око 300 пријава колико пристиже, само 100 буде примљено. Након што није примљен, одлучио је да се посвети бициклизму годину дана, да види како ће ићи; тако је и остао у бициклизму, а касније је изјавио да никад не би постао бициклиста да је примљен у школу.
Најбоља сезона у јуниорској каријери била му је 2010. када је учествовао на купу нација у Португалу (Трофео сидаде да гварда). На хронометру на трећој етапи није возио хронометрашки бицикл; побиједио је на етапи на бициклу који је позајмио од сувозача, а успио је да сачува предност и освоји трку. Сезону је наставио на трци Ђиро деле Ређони, гдје је завршио на 13. мјесту, након чега је возио трку Ројал олимпија тур у Холандији, коју је завршио на 21. мјесту. Национално првенство у вожњи на хронометар за возаче до 23 године завршио је на петом мјесту. Касније исте године, освојио је хронометар на осмој етапи трке Бејби Ђиро (Ђиро д’Италија за јуниоре). Сезону је завршио на Свјетском првенству, гдје је у конкуренцији до 23 године освојио седмо мјесто у вожњи на хронометар, а возио је и друмску трку коју је завршио на 80. мјесту. На крају сезоне требало је да пређе у тим Сервело, али тим се расформирао па је прешао у развојни тим Рабобанка.
На крају 2010, након што је прешао у Рабобанк, углавном је возио јуниорске трке. Сезону је почео на класику Бевербек, гдје је завршио на 29. мјесту. Након неколико трка без значајнијих резултата, у априлу је освојио трку Триптик де Мон е Шато у Белгији. На Лијеж—Бастоњ—Лијежу за возаче до 23 године завршио је осми. У мају је освојио треће мјесто на трци у домовини, на Ројал олимпија туру. Европско првенство и у вожњи на хронометар и у друмској вожњи завршио је на 22. мјесту. Тур де л’Авенир завршио је на 16. мјесту, а сезону је завршио на Свјетском првенству, гдје је у вожњи на хронометар за возаче до 23 године завршио осми. На Свјетском првенству се повезао са тимом Аргос—Шимано, за који је потписао професионални уговор на крају сезоне.

## Професионална каријера

### 2012—13
Сезону 2012. је почео на трци Вуелта а Андалузија (Рута дел Сол). На прологу отварања трке, Димулен је завршио девети, а добрим вожњама у наставку трке завршио је шести у генералном пласману. У наставку сезоне није биљежио добре резултате; возио је Ронде ван Фландерен и Лијеж—Бастоњ—Лијеж, али их није завршио, док је Амстел голд рејс завршио на 46. мјесту. На трци Тур оф Калифорнија завршио је пети у спринту на шестој етапи, док је трку завршио на 23. мјесту, уз четврто мјесто у класификацији за најбољег младог возача. Тур де Луксембург је отворио седмим мјестом на прологу, док је трку завршио на петом мјесту, уз друго мјесто у класификацији за најбољег младог возача, гдје је остао 22 секунде иза Ваута Пулса. На националном првенству завршио је седми и у друмској и у вожњи на хронометар. Прва гранд тур трка коју је возио била је Вуелта а Еспања у августу. Вуелта је почела екипним хронометром, који је Димуленов тим завршио на 19. мјесту. У наставку трке није остварио добре резултате и напустио је трку током осме етапе. У финишу сезоне завршио је десети на Свјетском првенству у вожњи на хронометар за возаче до 23 године, Ђиро ди Ломбардију није завршио, док је посљедњу трку у сезони — Меморијал Франк Ванденбруке — завршио на 94. мјесту.
Сезону 2013. почео је у Шпанији, на трци Вуелта а Андалузија, гдје је освојио брдску класификацију. Тирено—Адријатико је почео 16 km дугим екипним хронометром, који је Димуленов тим завршио на 14. мјесту, хронометар дуг 9 km на седмој етапи завршио је на 11. мјесту, док је у генералном пласману завршио на 34. мјесту. Средином марта возио је Милано—Санремо по први пут и завршио га тек на 129. мјесту, након чега је возио трку Дридагсе де Пан („Три дана Де Пана”) на којој је завршио седми на хронометру а шести у генералном пласману. У наставку сезоне возио је Арденске класике и Тур де Романди, али није остварио значајније резултате. На Балоаз Белџијум туру освојио је класификацију за најбољег младог возача, док је у генералном пласману завршио на петом мјесту. На националном првенству у вожњи на хронометар освојио је треће, а у друмској вожњи друго мјесто. У јулу је возио Тур де Франс по први пут. На хронометру на етапи 11 завршио је девети, док у наставку трке није остварио добре резултате и завршио је на 42. мјесту у генералном пласману и на петом у класификацији за најбољег младог возача. Након четири спринтерске етапе на Енеко туру, Димулен је на хронометру на петој етапи завршио други, четири секунде иза Силвана Шаванела, захваљујући чему је дошао на треће мјесто у генералном пласману. На шестој етапи Димулен је пао, али је у финишу етапе напао заједно са возачима Астане — што није могао да прати лидер трке, Ларс Бум. Димулен је дошао до четвртог мјеста на етапи, захваљујући чему је преузео лидерску мајицу, осам секунди испред Здењека Штибара. На посљедњој, седмој етапи, Штибар је напао на 10 km до циља; Димулен није могао да га прати и Штибар је освојио етапу 4 секунде испред Станарда, док је Димулен завршио 25 секунди иза и завршио трку на другом мјесту у генералном пласману. У финишу сезоне завршио је шести на трци Гран при де Валон, 14. на екипном хронометру на Свјетском првенству и 18. на Ђиро ди Ломбардији, посљедњој трци у сезони.

### 2014.
Сезону 2014. почео је на трци Рута дел Сол. Трка је кренула прологом дугим 7 km, који је Димулен завршио на другом мјесту, 7 секунди иза Алехандра Валвердеа. У наставку трке, Димулен није био конкурентан ни за етапну побједу ни за генерални пласман и завршио је трку на 39. мјесту. Након Шпаније, возио је трке у Италији; најуспјешнији је био на Страде Бјанкеу, гдје је освојио 12. мјесто. Прву побједу у сезони остварио је на трци Критеријум антарнасјонал, гдје је био најбољи на хронометру на другој етапи. На Арденским класицима није био успјешан; Амстел голд рејс завршио је на 20, Флеш Валон на 21. и Лијеж—Бастоњ—Лијеж на 65. мјесту. На трци Ронде ван Белгије (Тур де Белжик), Димулен је завршио други на хронометру, 16 секунди иза Тонија Мартина; преостале етапе су биле спринтерске и Димулен је завршио трку на другом мјесту, 16 секунди иза Мартина. Тур де Суис је почео хронометром, на којем је Димулен завршио други, шест секунди иза Мартина. Све наредне етапе до седме биле су равне, тако да је Димулен држао друго мјесто. На хронометру на седмој етапи, опет исти сценарио као на отварању: Димулен је завршио 22 секунде иза Мартина, који је тако повећао предност на 28 секунди. На посљедњој, деветој етапи, Димулен је изгубио времена у брдима и пао је на пето мјесто. Крајем јуна, по први пут је освојио национално првенство у вожњи на хронометар, након чега је возио Тур де Франс.
На деветој етапи на Туру, Димулен је отишао у бијег и етапу је завршио на четвртом мјесту. За етапну побједу борио се још на хронометру на етапи 20, гдје је завршио други, минут и 39 секунди иза Тонија Мартина; Тур де Франс је завршио на 33. мјесту у генералном пласману, док је у класификацији за најбољег младог возача завршио четврти. Након Тур де Франса возио је Енеко тур, гдје је побиједио на хронометру на трећој етапи, захваљујући чему је дошао до другог мјеста у генералном пласману. На петој етапи, Димулен је одспринтао главну групу која је на циљ дошла секунду иза Грега ван Авермата и захваљујући секундама бонификације преузео је лидерску мајицу. На шестој етапи, Тим Веленс је напао на 15 km до циља; Димулен није реаговао и на крају је изгубио 52 секунде од Веленса и пао на треће мјесто. На посљедњој, седмој етапи, Димулен је завршио у групи са Веленсом и завршио је Енеко Тур на трећем мјесту, уз освојену класификацију по поенима. Сезону је наставио у Канади, на трци Тур оф Алберта, гдје је побиједио на прологу на отварању. У наставку трке изгубио је вријеме и завршио је други у генералном пласману, секунду иза Дерила Импија, уз освојену класификацију за најбољег младог возача. На трци Гран при сиклист де Кебек, Димулен је освојио друго мјесто у групном спринту, оставши иза Сајмона Геранса. Димулен је отворио спринт, али га је Геранс престигао у посљедњим метрима. Гран при сиклист де Монтреал завршио је на шестом мјесту, након чега је учествовао на Свјетском првенству. Са тимом Џајант—Шимано освојио је осмо мјесто у екипном хронометру, након чега је освојио треће мјесто и бронзану медаљу на Свјетском првенству у вожњи на хронометар, док је друмску трку завршио на 22. мјесту. Сезону је завршио на Ђиро ди Ломбардији, пласиравши се на 43. мјесто.

### 2015.
Сезону 2015. почео је на трци Тур даун андер, на којој је завршио четврти, уз друго мјесто у класификацији за најбољег младог возача. На прологу на отварању Париз—Нице, Димулен је завршио девети; трку је напустио током шесте етапе, заједно са још 46 возача, а у тренутку када је напустио трку био је на 15. мјесту у генералном пласману. Милано—Санремо завршио је на 25. мјесту у групном спринту, након чега је возио Вуелта ал Паис Васко гдје је побиједио на хронометру на посљедњој, шестој етапи, четири секунде испред Хоакима Родригеза који је освојио трку; Димулен је завршио на 29. мјесту, 12 минута иза. Сезону је наставио на Арденским класицима; Амстел голд рејс завршио је на 26, а Лијеж—Бастоњ—Лијеж на 25. мјесту. У јуну је возио трку Тур де Суис, као главну припрему за Тур де Франс. Трку је почео побједом на прологу дугом 5 km. Петер Саган се другим мјестом на четвртој етапи изједначио са Димуленом, али је Холанђанин задржао жуту мајицу — коју је изгубио на петој, краљевској етапи. Димулен је отпао од главне групе на 9 km до циља, а етапу завршио 1:37 иза Тиба Пиноа и пао на треће мјесто у генералном пласману. На хронометру на посљедњој, деветој етапи, Димулен је побиједио са 18 секунди испред Симона Шпилака, али није успио да надокнади довољно времена па је завршио трку на трећем мјесту у генералном пласману — 19 секунди иза Шпилака који је освојио трку, док је на другопласирани био Герент Томас. На националном првенству у вожњи на хронометар завршио је тек четврти, 49 секунди иза Вилка Келдермана. Тур де Франс почео је хронометром дугим 13 km, на којем је завршио четврти — осам секунди иза побједника, Роана Дениса. У току треће етапе, на 58 km до циља, догодио се велики пад у којем је учествовао и Димулен који је због повреде рамена морао да напусти Тур.
Од повреде се опоравио на вријеме за почетак Вуелта а Еспање. На Вуелти су учествовала прва четворица са Тур де Франса и други и трећи са Ђиро д’Италије 2015; Димулен није био фаворит за генерални пласман. Вуелта је почела екипним хронометром, на којем је Џајант—Алпесин, за који вози Димулен, завршио на 19. мјесту, али су организатори прије старта етапе донијели одлуку да се етапа неутралише, ради безбједности возача, тако да остварене временске разлике нису рачунате. На другој етапи водила се велика борба, на 3 km до циља: Наиро Кинтана је напао, пратили су га Николас Роуч и Димулен, а убрзо их је достигао Естебан Чавез, чији је напад једино Димулен могао да прати; у спринту за побједу бољи је био Чавез, који је тако преузео и црвену, лидерску мајицу. Димулен је црвену мајицу преузео на петој етапи, захваљујући раздвајању групе, приликом којег је Чавез био на погрешном мјесту и изгубио шест секунди, а Димулен преузео вођство секунду испред Чавеза. Већ на шестој етапи, Чавез је вратио мајицу. Чавез је напао на 3 km до циља, на секцији са 15% нагиба; Димулен је сачекао километар и кренуо за Чавезом на лакшој дионици, те завршио трећи, пет секунди иза Чавеза, док је у спринту за друго мјесто бољи био Данијел Мартин. На седмој етапи, Фабио Ару је напао и надокнадио седам секунди за водећим двојцем, док је Крис Фрум изгубио вријеме. На деветој етапи, Димулен је напао на 2 km до циља, а стигли су га Фрум и Хоаким Родригез. Фрум је напао, али је пред сами циљ Димулен успио да га прође и освоји етапу. Чавез је изгубио доста времена и Димулен је преузео црвену мајицу, 57 секунди испред Родригеза. На етапи 11, Димулен је отпао на посљедњем успону; изгубио је минут и по од Аруа и пао на треће мјесто у генералном пласману. На етапи 14, Астана је диктирала јак темпо и дистанцирала све Димуленове сувозаче, а на посљедњем успону отпао је и Димулен, завршивши етапу 20 секунди иза Аруа, Родригеза и Чавеза. На етапи 15, Кинтана је напао на 10 km до циља, а достигли су га возачи Астане због јаког темпа; Димулен је отпао од групе на 5 km до циља и етапу завршио 51 секунду иза побједника, Хоакима Родригеза, због чега је пао на четврто мјесто — минут и 25 секунди иза Аруа и Родригеза, између којих је била секунда разлике. На етапи 16 изгубио је још пола минута, али је на хронометру на етапи 17 Димулен био доминантан и освојио је са скоро два минута испред Аруа и три минута испред Родригеза те преузео лидерску мајицу три секунде испред Аруа. На етапи 18, Ару је покушавао да надокнади вријеме; први напад упутио је на 19 km до циља, али су сви пратили; кад је напао трећи пут, једино је Димулен могао да прати. Група се на спусту спојила; Ару је нападао још неколико пута, али је Димулен пратио и завршили су заједно у групи. На етапи 19, Алехандро Валверде је напао на 9 km до циља, али безуспјешно, као и остали покушаји. Димулен је на посљедњем успону, на 2 km до циља, напао и узео још три секунде испред Аруа. На етапи 20, посљедњој у борби за генерални пласман, Астана је радила на челу групе и под јаким темпом отпали су сви Димуленови сувозачи, а при врху успона Моркуера, на 50 km до циља, Димулен је отпао након напада Аруа, Рафала Мајке и Кинтане. Димулен је успио да смањи заостатак на девет секунди, али је разлика опет почела да расте; брзо је достигла минут, а од тог тренутка константно је расла и Димулен је етапу завршио четири минута иза Аруа, који је тако освојио Вуелту. Димулен је изгубио четири-пет минута и од осталих конкурената и пао на шесто мјесто у генералном пласману. Посљедња етапа у Мадриду је била спринтерска; није било промјена и Димулен је Вуелту завршио на шестом мјесту, три минута и 46 секунди иза побједника Фабија Аруа.
Након Вуелте, Димулен је возио Свјетско првенство, гдје је завршио пети у вожњи на хронометар и на екипном хронометру, док је друмску трку завршио на 11. мјесту. Сезону је завршио на Абу Даби туру, који је завршио на 47. мјесту у генералном пласману.

### 2016.
Сезону 2016. почео је на трци Тур оф Оман, гдје су од осталих фаворита били Винченцо Нибали, Роман Барде, Доменико Поцовиво, Данијел Мартин, Јирген ван де Брук, Микеле Скарпони и Ричи Порт. Димулен је прву етапу завршио на петом мјесту, након напада Боба Јунгелса на 2 km до циља. На четвртој етапи, Барде је напао на 3 km до циља, Нибали га је пратио и узео етапну побједу, док је Димулен завршио четврти, 18 секунди иза. Посљедње двије етапе биле су спринтерске; није било промјена и Димулен је завршио четврти у генералном пласману, 40 секунди иза побједника, Винченца Нибалија. Сезону је наставио у марту на Париз—Ници. На прологу на отварању трке, Димулен је завршио други, секунду иза Мајкла Метјуза. Након што је трећа етапа прекинута због лошег времена, борба у брдима настављена је на шестој етапи. Алберто Контадор је напао на посљедњем успону; Ричи Порт, Герент Томас и Илнур Закарин су пратили, док је Димулен завршио етапу на 12. мјесту, 31 секунду иза побједника, Илнура Закарина. На посљедњој етапи, Контадор и Томас су се борили за побједу, док је Димулен завршио на 22. мјесту, минут и 26 секунди иза, због чега је у генералном пласману завршио на 12. мјесту, минут и 56 секунди иза побједника Герента Томаса. Вуелта а Каталуњу напустио је током треће етапе, а сезону је наставио на класицима Брабантсе пејла (22. мјесто) и Амстел голд рејсу (91. мјесто). Завршна трка коју је возио пред Ђиро д’Италију била је Тур де Романди. Трку је почео другим мјестом на прологу, шест секунди иза Џона Изагиреа. На другој етапи, Наиро Кинтана је напао на 6 km до циља; Закарин га је једини пратио, док је Димулен завршио на 16. мјесту, 57 секунди иза Кинтане. На хронометру на трећој етапи, Димулен је завршио други, двије секунде иза Тиба Пиноа, захваљујући чему је стигао до петог мјеста у генералном пласману. На четвртој етапи, након више напада, Димулен је изгубио још пет секунди. На посљедњој, петој етапи, Димулен је завршио у главној групи и окончао трку на петом мјесту, 57 секунди иза побједника Наира Кинтане, након чега је возио Ђиро д’Италију.
На Ђиро, Димулен је дошао због хронометара, у склопу припрема за Олимпијске игре у Рио де Жанеиру. Ђиро је стартовао хронометром у Апелдорну (Холандија), на којем је побиједио Приможа Роглича за 0:01 и тако остварио прву побједу у сезони и узео розе мајицу на одушевљење домаће публике. Побједама на другој и трећој етапи, Марсел Кител је узео 20 секунди бонификације и преузео је розе мајицу од Димулена, који је вратио мајицу већ на наредној, четвртој етапи, гдје је нападом на посљедњем успону завршио други, пет секунди иза побједника Дијега Улисија. На шестој етапи, Димулен је агресивном вожњом завршио четврти и повећао предност у генералном пласману на 26 секунди испред Јакоба Фуглсанга. На осмој етапи, Димулен је отпао на посљедњем успону, на 20 km до циља, и изгубио скоро три минута. На хронометру на деветој етапи, Димулен није оправдао очекивања: завршио је на 15. мјесту, минут и 58 секунди иза Приможа Роглича, али је успио да се врати у топ 10 — на седмо мјесто у генералном пласману. На десетој етапи, која је садржала неколико тешких успона, Димулен је изгубио 13 минута и испао је из борбе за генерални пласман. На етапи 11, на око 94 km до циља, Димулен је напустио Ђиро, због рана задобијених од сједишта. Након Ђира, Димулен је по други пут освојио национално првенство у вожњи на хронометар, док је национално првенство у друмској вожњи завршио на 52. мјесту, након чега је возио Тур де Франс, као главну припрему за хронометарску трку на Олимпијским играма. Тур је стартовао спринтерском етапом, на којој је Марк Кевендиш узео жуту мајицу први пут у каријери, док је Димулен завршио девет секунди иза фаворита за генерални пласман. На петој етапи, изгубио је скоро 20 минута, чиме је изгубио и шансе за генерални пласман и стога циљао етапне побједе. Прва је дошла на деветој етапи. Димулен је отишао у бијег, заједно са још 40 возача; пратио је све нападе, а сам је напао на 12 km до циља и брзо стекао минут предности. До краја етапе предност се смањила и Димулен је побиједио 38 секунди испред Руија Коште и Рафала Мајке. Другу побједу Димулен је остварио на хронометру на етапи 13, минут испред Криса Фрума. Са Фрумом се борио за етапну побједу и на брдском хронометру на етапи 18, гдје је завршио други, 21 секунду иза Фрума. На етапи 19 је пао и повриједио ручни зглоб, због чега је морао да напусти Тур, а под знаком питања су биле и Олимпијске игре јер је тимски доктор изјавио да ће му бити потребно 44 дана за потпуни опоравак. Повреда није захтијевала операцију и двије недјеље прије почетка Олимпијских игара, Димулен је потврдио да ће учествовати.
На Олимпијске игре 2016. Том Димулен је дошао као један од највећих фаворита за злато у трци на хронометар. Четири дана након што није завршио друмску трку, возио је трку на хронометар. Стартовао је лошије, али је у наставку возио довољно добро да освоји сребрну медаљу, 47 секунди иза Фабијана Канчеларе и 15 секунди испред Криса Фрума. Након Олимпијских игара, Димулен је возио трку Тур оф Бритен. На другој етапи, Стивен Камингс је напао на 14 km до циља; Димулен није могао да прати и завршио је осми, с минутом закашњења. На шестој етапи, Роан Денис је напао на 10 km до циља, након што су достигнути сви бјегунци. Ваут Пулс и Димулен су га пратили, а Пулс је напао на километар до циља и освојио етапу; Димулен је завршио трећи на етапи, захваљујући чему је дошао до другог мјеста у генералном пласману. Седма етапа је била подијељена на двије, које су вожене истог дана: хронометар дуг 15 km завршио је на трећем мјесту, четири секунде послије Тонија Мартина, смањивши заостатак за Камингсом у генералном пласману на 36 секунди. На етапи 7б, Роан Денис је напао на 2 km до циља, освојио етапу и преузео друго мјесто од Димулена. Посљедња, осма етапа — вожена у Лондону — била је спринтерска; није било промјена у генералном пласману и Димулен је завршио трећи, 38 секунди иза Камингса. У склопу припрема за Свјетско првенство, возио је Енеко тур. На хронометру на другој етапи, завршио је тек на 14. мјесту, а трку је завршио на деветом мјесту у генералном пласману. На Свјетском првенству возио је све три трке. Екипни хронометар, тим Џајант—Алпесин завршио је на седмом мјесту, док је Димулен трку на хронометар завршио на 11. мјесту, два минута иза побједника Тонија Мартина. Возио је и друмску трку, коју није завршио, након чега је комплетирао сезону.

### 2017.
Сезону 2017. почео је у фебруару, на Абу Даби туру. Након прве двије равне етапе, на трећој се водила велика борба: Руи Кошта је напао на 6 km до циља, пратио га је Илнур Закарин, док је Димулен каснијим нападом дошао до трећег мјеста на етапи, 10 секунди иза Коште и Закарина. Посљедња, четврта етапа била је равна; није било промјена и Димулен је завршио трку на трећем мјесту. На класику Страде Бјанке, Димулен је возио агресивно, а на 35 km до циља одвојио се од групе заједно са још 11 возача, с тим да није могао да прати касније нападе па је завршио пети — минут и 26 секунди иза побједника Михала Квјатковског. Припреме за Ђиро д’Италију наставио је на трци Тирено—Адријатико. На другој етапи, Герент Томас је напао на 5 km до циља; Димулен је покушао да га достигне, али је уз девет секунди кашњења завршио други. Хронометар на седмој етапи завршио је на 13. мјесту, а трку на шестом мјесту у генералном пласману. Сезону је наставио на класицима Милано—Санремо (који је завршио на 69. мјесту) и Лијеж—Бастоњ—Лијеж (који је завршио на 22. мјесту), након чега је возио Ђиро д’Италију.
Димулен је на Ђиро дошао са амбицијама за генерални пласман, а највећи конкуренти на стотом Ђиру били су му Винченцо Нибали, Наиро Кинтана, Микел Ланда, Тибо Пино и Герент Томас. Прве борбе вођене су на четвртој етапи, гдје је Илнур Закарин нападом у финишу етапе дошао до 10 секунди предности у односу на друге конкуренте за генерални пласман; Димулен је завршио пети, у групи са другим фаворитима. На деветој етапи, Ланда и Томас су пали и испали из борбе за генерални пласман. Кинтана је напао на 6 km до циља; Нибали и Пино су једини могли да прате. Димулен и Бауке Молема су покушавали да их достигну; престигли су Нибалија, који је отпао од водећег дуа. На 2 km до циља, Димулен је отишао од Молеме, достигао Пиноа и завршио 24 секунде иза Кинтане. На хронометру на десетој етапи, Димулен је побиједио са 49 секунди испред Томаса и преузео розе мајицу два минута и 23 секунде испред Кинтане. На етапи 11, Нибали и Пино су нападали, али Димулен није посустајао и завршили су са истим временом. На етапи 14, до Оропе, водила се велика борба. Кинтана је напао на 4 km до циља; Димулен није реаговао, био је дистанциран, возио је својим темпом и стигао је до возача испред, након чега је сам напао; пратили су Закарин и Микел Ланда, док је Кинтана полако заостајао. Димулен је освојио етапу и повећао предност испред Кинтане на два минута и 47 секунди. На етапи 15, Нибали и Кинтана су опет покушавали у финишу; дистанцирали су Димулена, али он је успио да се врати на 2 km до циља и да заврши у групи. На краљевској, етапи 16, Димулен је имао стомачних проблема и на око 40 km до циља морао је да направи паузу. Главна група га је кратко чекала, али како је долазио посљедњи успон на етапи, убрзали су темпо; заостатак Димулена је растао и на крају је етапу завршио два минута и 18 секунди иза Нибалија, али је задржао розе мајицу 31 секунду испред Кинтане. На етапи 18, Кинтана је напао на средини етапе, на успону Пасо Гардена, достигао сувозаче који су на почетку етапе отишли напријед и покушавао да надокнади вријеме за Димуленом, који је отпао, али се вратио до Кинтане возећи у свом ритму. Нибали и Кинтана су нападали у наставку етапе, али нису успјели да се одвоје. Димулен их је по завршетку етапе оптужио да су радили заједно да би он изгубио, умјесто да се боре за побједу; додао је да би му било драго ако Кинтана и Нибали изгубе своја мјеста на подијуму, због чега га је Нибали назвао уображеним. На етапи 19, Димулен је био у проблему већ на почетку, када се група раздвојила, и морао је да уложи много снаге да би се вратио до главне групе. На посљедњем успону, Мовистар и Бахреин—Мерида су вукли јако; Димулен је двапут отпадао од групе и враћао се, али трећи пут није успио и борио се да лимитира свој губитак. Завршио је етапу минут и 9 секунди иза Кинтане, који је преузео розе мајицу; Димулен је сада заостајао 38 секунди. На посљедњој брдској, етапи 20, Нибали је напао на 25 km до циља; Димулен је посустајао, али се вратио у групу. Кинтана и Нибали су се одвојили, док је Димулен покушавао да смањи заостатак; убрзо је и Пино отишао до возача напријед и имали су 20 секунди предности на врху успона. Димулену су помогли Боб Јунгелс, Адам Јејтс и Бауке Молема, који су радили заједно са њим и изгубили само 15 секунди. Након етапе, Димулен је изјавио да ће им бити вјечито захвалан. Димулен је пао на четврто мјесто у генералном пласману, 53 секунде иза Кинтане. Посљедња етапа био је 29,8 km дуг хронометар; иако га је стартовао са 53 секунде заостатка, Димулен је био фаворит за освајање Ђира. Већ након 8 km, Димулен је имао 31 секунду испред Кинтане, док је на другом пролазном мјерењу имао минут и осам секунди испред и био виртуелни лидер. Разлика је расла и Димулен је етапу завршио на другом мјесту, 15 секунди иза Јоса ван Ендена, али је завршио минут и 24 секунде испред Кинтане, освојивши тако свој први Ђиро 31 секунду испред Колумбијца. „Ово је супер, стварно је лудо. Не могу да опишем ово ријечима, невјероватно је. Био је ово дан који кида нерве, био сам јако нервозан од почетка и морао сам да останем миран, али једноставно нисам могао. Имао сам добре ноге и само сам отишао по то”, изјавио је Димулен након хронометра. „Нисам знао временске разлике ниједног тренутка, јер сам само хтио да се фокусирам на сопствени хронометар; онда сам се обратио спортском директору и рекао ми је да не ризикујем више у кривинама. То је рекао већ на пола пута, а затим у посљедњим километрима, рекао ми је да будем сасвим миран. Када сам прошао линију, сви су ми рекли побиједио си, побиједио си, а онда сам погледао на ТВ-у и разлика је била само три секунде, и био сам толико љут на све, али на крају све је испало добро.” Димулен је тако постао први холандски побједник Ђира и први холандски побједник неке гранд тур трке још од 1980. када је Јоп Зутемелк освојио Тур де Франс. Након три дана, Димулен се вратио у домовину, гдје је у Мастрихту славио побједу. Приређена је велика церемонија, којој су присуствовали једини холандски гранд тур побједници прије Димулена, Јан Јансен и Јоп Зутемелк. На церемонији му је уручена златна медаља града Мастрихта и проглашен је витезом Реда Орање—Насау, од стране краља Виљема-Александера.
Мање од недељу након побједе на Ђиру, Димулен је возио трку Хамер серије у успону. Тим Санвеб је тај дио завршио други, са сакупљених 98 поена, од укупно шест возача. Димулен је продужио уговор са тимом Санвеб до 2022. године.
Сезону је наставио на Тур де Свис трци. Трка је почела 6 km дугим прологом, који је завршио на петом мјесту, девет секунди иза Роана Дениса. На трећој етапи, Мајкл Метјуз је преузео лидерску мајицу, након побједе, док је Димулен дошао до другог мјеста. На четвртој етапи изгубио је седам минута и пао је на 27 мјесто у генералном пласману, шест минута иза новог лидера — Дамијана Каруза. Након пете етапе, напустио је трку и није стартовао етапу шест. Крајем јуна, освојио је првенство Холандије у вожњи на хронометар по трећи пут; освојио га је 24 секунде испред Стефа Клемента. Одлучио је да пропусти Вуелта а Еспању, да би се што боље спремио за Свјетско првенство. Као припремну трку возио је Блинк Банк Тур, у Холандији (раније се звао Енеко Тур). На другој етапи вожен је 9 km дуг хронометар, који је завршио на трећем мјесту, пет секунди иза Стефена Кинга. На шестој етапи вожено је 14 успона; Петер Саган и Тим Веленс напали су на 25 km до циља, након чега је Сагану пукла гума. Грег ван Авермат и Димулен напали су на 20 km до циља, Димулен је успио да дође до Веленса и њих двојица су стигли на циљ заједно; Веленс је побиједио у спринту, док је Димулен захваљујући другом мјесту преузео лидерску мајицу. На последњој, седмој етапи, Јаспер Стојвен је напао на 3 km до циља; Димулен је кренуо за њим и етапу је завршио на трећем мјесту, секунду иза Стојвена и освојио је трку, 17 секунди испред Веленса.
У септембру возио је Свјетско друмско првенство, на којем је возио све три дисциплине. У екипном хронометру, тим Санвеб је освојио златну медаљу, осам секунди испред БМЦ-а. Након екипног возио је индивидуални хронометар. Рута је била промијењена и за разлику од претходних година, хронометар се завршавао успоном дугим 3,4 km; Свјетска бициклистичка унија дозволила је промјену бицикла пред успон, тако да су сви могли да возе друмски бицикл на успону, што је давало предност брдашима над класичним хронометрашима. Димулен није мијењао бицикл и освојио је првенство, 58 секунди испред Приможа Роглича, поставши тако први Холанђанин који је освојио Свјетско првенство у вожњи на хронометар. Био је члан холандског тима и на друмској трци. Димулен је напао на последњем успону, али није успио да створи велику предност; трка је завршена спринтом, у којем је Петер Саган освојио трећу титулу заредом, док је Димулен завршио на 25 мјесту. Сезону је завршио на класику Милано—Торино у октобру, али га није завршио. Након што су објављене руте за Ђиро 2018 и Тур де Франс 2018, Димулен је одлучио да фокус наредне сезоне буде Ђиро.

### 2018.
Сезону 2018. почео је на Абу Даби Туру, који је завршио на 38 мјесту, скоро шест минута иза Алехандра Валвердеа. У марту возио је класик Страде Бјанке, који је завршио на 21 мјесту, шест минута иза побједника — Тисја Бенота. Сезону је наставио на Тирено—Адријатику, четири дана након Бјанкија. Трка је почела екипним хронометром, који је тим Санвеб завршио на четвртом мјесту, 25 секунди иза БМЦ-а. На четвртој етапи је пао и морао је да напусти трку; тим је касније објавио да није имао ломова и да ће се брзо опоравити. Као последње припремне трке прије Ђира возио је Милано—Санремо, који је завршио на 31 мјесту, у групи која је на циљ дошла пет секунди иза побједника — Винченца Нибалија; Лијеж—Бастоњ—Лијеж завршио је на 15 мјесту, минут и по иза Боба Јунгелса.
Сезону је наставио на Ђиро д’Италији, гдје му је главни ривал био Крис Фрум, четвороструки побједник Тур де Франса. Ђиро је стартовао хронометром, у Израелу, што је био први старт трке ван Европе. Хронометар на првој етапи био је дуг 9,7 km; Димулен је тријумфовао двије секунде испред Роана Дениса и 37 секунди испред Фрума. Розе мајицу изгубио је на другој етапи, када је Денис узео секунде бонификације на пролазном циљу. На четвртој етапи завршио је у групи фаворита, која је на циљ дошла четири секунде иза Тима Веленса, али 17 секунди испред Фрума. На шестој етапи, Естебан Чавез је отишао у бијег на почетку етапе; циљ је био на врху Мон Етне, успон дуг 15 km. Димулен је нападао више пута, покушавајући да се одвоји од других фаворита, али безуспјешно. На 1,5 km до циља, Сајмон Јејтс је напао и нико није могао да прати. Јејтс је достигао сувозача, Чавеза, али му је препустио побједу и узео је розе мајицу, захваљујући другом мјесту. Димулен је завршио у групи, 26 секунди иза и остао је на другом мјесту у генералном пласману, али сад 16 секунди иза Јејтса. На осмој етапи, Ричард Карапаз је напао на 2 km до циља и тријумфовао, поставши тако први Еквадоријанац који је освојио етапу на Ђиру и некој гранд тур трци; Димулен је завршио у групи, седам секунди иза. Девета етапа вожена је до Гран Сасо д’Италије. Доменико Поцовиво је напао на 2 km до циља, пратили су Јејтс, Тибо Пино, Чавез и Карапаз, док је Димулен дистанциран и завршио је етапу 12 секунди иза Јејтса; пао је на треће мјесто у генералном пласману, 38 секунди иза Јејтса и шест секунди иза Чавеза. На десетој етапи, Јејтс је узео три секунде бонификације, док је Чавез изгубио 25 минута и Димулен се вратио на друго мјесто, 41 секунду иза Јејтса. На етапи 11, Јејтс је напао на 2 km до циља, Димулен је реаговао и достигао га на равнијем дијелу; међутим, профил је опет постао стрмији и Јејтс се одвојио опет; остварио је другу етапну побједу, док је Димулен завршио двије секунде иза; Фрум је завршио 40 секунди иза. Етапа 14 вожена је до Монте Зонколана, једног од највећих успона на трци. Крис Фрум је напао на 4,3 km до циља, док је Сајмон Јејтс напао километар касније; Димулен је возио на темпо, покушавајући да лимитира губитак и етапу је завршио на петом мјесту, 37 секунди иза Фрума. На етапи 15, Јејтс је напао на последњем успону, на 18 km до циља, али је Димулен реаговао; Јејтс је поново напао километар касније и овога пута нико није могао да прати. Димулен је радио на челу групе, али је предност Јејтса расла и на врху успона имао је 25 секунди предности. Предност је расла и на спусту, а на некласификованом успону на 4 km до циља, Карапаз је напао, Димулен није могао да прати. Терен је до краја био раван, Димулен је стигао до групе и етапу завршио на трећем мјесту, 41 секунду иза Јејтса. Остао је на другом мјесту у генералном пласману пред хронометар, али је заостатак порастао на два минута и 11 секунди. Хронометар на етапи 16 завршио је на трећем мјесту, 22 секунде иза Роана Дениса, али минут и 15 секунди испред Сајмона Јејтса и смањио је заостатак у генералном пласману на 56 секунди иза Јејтса, док је трећи Поцовиво заостајао преко три минута. На етапи 18 водила се борба на последњем успону. Димулен је напао на 2 km до циља, што је пратио Јејтс, али чим су успорили темпо, Поцовиво и Фрум су напали, Димулен је пратио, док Јејтс није имао снаге; први пут на трци показао је знаке слабости. Димулен је завршио заједно са Поцовивом и Фрумом, 28 секунди испред Јејтса и заостатак Димулена смањен је на 28 секунди. Након етапе изјавио је: "То је лијепо, коначно тренутак слабости" На етапи 19, вожено је неколико успона, међу којима и Коле деле Финестре, највиши успон трке — Чима Копи. На блажим секцијама Финестреа, Сајмон Јејтс је отпао од групе, након чега је тим Скај појачао темпо. На средини успона, на 80 km до циља, Крис Фрум је напао, нико није могао да прати. Предност је брзо порасла на 40 секунди, док је Димулен успорио да би сачекао Тиба Пиноа и његовог сувозача, Себастијана Рајхенбаха, који је затим радио на челу групе и преко Финестреа прешли су са заостатком од 38 секунди. Њима су се придружили Ричард Карапаз и Мигел Анхел Лопез, који нису хтјели да допринесу потјери и предност Фрума убрзо је порасла на минут и 50 секунди прије Сестријереа, трећег успона на етапи; иако би успон требало да фаворизује групу, Фрум је на врху Сестријереа имао предност два минута и 40 секунди. До последњег успона, Фрум је повећао предност на три и по минута. Последњи успон стартовао је на 7 km до циља, Лопез и Карапаз су водили борбу за бијелу мајицу, због чега је Димулен често отпадао и враћао се; на крају, у последњем километру није имао снаге да се бори за секунде бонификације, завршио је етапу три минута и 23 секунде иза Криса Фрума, који је преузео розе мајицу, док је Димулен остао на другом мјесту, али сад 40 секунди иза Фрума. Сајмон Јејтс је етапу завршио 40 минута иза. На етапи 20, Димулен је више пута нападао, али је Фрум сваки пут пратио. Фрум је затим напао на 6 km до циља и Димулен није могао да прати; на равнијем дијелу етапе вратио се у групу, али у финишу је у опет остао иза и изгубио још шест секунди. На последњој етапи није било промјена и Димулен је Ђиро завршио на другом мјесту, 46 секунди иза побједника — Криса Фрума. Фрум је на Ђиро дошао након позитивног допинг теста на салбутамол на Вуелта а Еспањи 2017. и постајала је могућност да му побједа буде одузета кад се донесе пресуда; Димулен је изјавио да не би волио да му побједа припадне на тај начин.
Након Ђира, узео је дужу паузу и одлучио је да вози Тур де Франс, у покушају да заврши на што бољој позицији. На Туру се опет борио против Фрума, који је покушавао да освоји Ђиро—Тур дабл; док док су остали ривали били Наиро Кинтана, Микел Ланда, Ричи Порт, Ромен Барде, као и Герент Томас, који је био план Б Скаја. Након прве двије спринтерске етапе, на трећој етапи вожен је екипни хронометар, који је тим Санвеб завршио на петом мјесту, 11 секунди иза БМЦ-а. Циљ шесте етапе био је на успону Мур де Бретањ. Данијел Мартин је напао на последњем километру и тријумфовао; Димулену се пробушила предња гума на 6 km до циља и упркос великом напору који је уложио, завршио је етапу 53 секунде иза Мартина и у генералном пласману пао је на 19 мјесто, минут и 23 секунде иза Грега ван Авермата. На деветој етапи вожене су секције калдрме које се возе на Париз—Рубеу; многи возачи су имали механичких проблема, док је Ричи Порт напустио Тур због пада. Димулен је завршио у главној групи, која је на циљ дошла 27 секунди иза водеће тројке и дошао је на 15 мјесто у генералном пласману. Прва велика брдска етапа била је етапа 11, чији је циљ био на успону Ла Розјер. На половини успона екстра категорије — Кол ди Пре, Алехандро Валверде је напао и убрзо је стекао два минута предности; на 18 km дугом спусту са наредног успона, друге категорије, Корме де Розелен, Димулен је напао заједно са сувозачем Крегом Андерсеном. Стигао је до Валвердеа, а затим отишао и од њега; у главној групи Томас је напао на 6 km до циља, а на 4 km до циља стигао је до Димулена. На километар до циља Томас је напао и тријумфовао на етапи, Димулен је завршио други, 20 секунди иза, заједно са Фрумом који га је достигао; Димулен је дошао до трећег мјеста у генералном пласману, минут и 45 секунди иза Томаса. На етапи 12 вожено је неколико успона, док је циљ био на Алп д’Иезу, дугом 13,8 km. Стивен Кројсвајк је напао из групе фаворита на 85 km до циља, створио је велику предност, што је тим Скај успио да достигне у финишу. На почетку успона, нападали су Винченцо Нибали, Наиро Кинтана и Микел Ланда, али их је Еген Бернал на темпо достизао. Након што су достигли Кројсвајка на 4 km до циља, Димулен је напао, пратили су Томас, Фрум, Барде и Ланда и стигли су заједно до последњег километра; Томас је напао на 300 m до циља и тријумфовао, док је Димулен поново завршио други, двије секунде иза. Након што на првој етапи у Пиринејима није било напада, борбе су вођене на етапи 17, која је била дуга само 65 km; толико кратка етапа на Туру није вожена од 1988. године. Наиро Кинтана, који је био доста далеко у генералном пласману, напао је заједно са Данијелом Мартином на последњем успону, Кол ди Портеу; успио је да дистанцира све и да побиједи на етапи. У групи фаворита, Димулен и Примож Роглич су више пута нападали, али је Томас пратио сваки напад, у финишу је Томас напао и завршио пет секунди испред, док је Фрум завршио 48 секунди иза. Димулен је тако дошао до другог мјеста у генералном пласману, минут и 59 секунди иза Томаса, и 30 секунди испред Фрума. На последњој брдској, етапи 19, Роглич је напао на последњем успону, Кол де Обиску, што су Томас и Димулен пратили. Димулен је затим покушао више пута, али је Томас пратио; Фрум је следећи напао, Роглич је пратио, док је Димулен покушавао да их достигне,. Успон су прешли заједно, а на спусту је Роглич успио да се одвоји и да тријумфује 20 секунди испред Томаса, који је узео шест секунди бонификације за друго мјесто и повећао предност испред Димулена на два минута и пет секунди у генералном пласману. Након етапе, Димулен је био љут, изјавио је да је мотор помогао Рогличу да се удаљи на спусту и тријумфује. На етапи 20 вожен је 31 km дуг хронометар. На прва два пролазна циља, Димулен је имао слабије вријеме од Томаса, док је у финишу појачао и тријумфовао на етапи, секунду испред Фрума и 14 секунди испред Томаса; смањио је заостатак у генералном пласману на минут и 51 секунду. На последњој етапи није било промјена и Томас је освојио Тур минут и 51 секунду испред Димулена, док је Фрум завршио на трећем мјесту, два и по минута иза. Томас је тако постао трећи Британац и први Велшанин који је освојио Тур. Димулен и Фрум су тако постали први возачи након Марка Пантанија 1998. који су завршили Ђиро и Тур на подијуму исте године. Обојица су изјавила да вјерују да је Ђиро—Тур дабл могућ у будућности.
Сезону је наставио на критеријумима у Холандији и Белгији, гдје је остварио четири побједе. Побиједио је на критеријуму Шам испред Кројсвајка и Метјуа ван дер Пула, на критеријуму Херлен испред Ваута Пулса и Рамона Синкелдама, на критеријуму Емен испред Никија Терпстре и Дилана Груневегена, као и на критеријуму Етен Лор испред Томаса и Фрума. Крајем августа возио је Дојчланд Тур. На другој етапи, након више напада, одвојио се од групе на 6 km до циља, пратио га је Максимилијан Шахман, а касније су их достигли Матеј Мохорич и Нилс Полит. Радили су заједно и стигли на циљ испред групе, а у спринту је Шахман побиједио испред Мохорича, док је Димулен завршио на трећем мјесту. Мохорич је захваљујући секундама бонификације преузео лидерску мајицу на трећој етапи; на четвртој етапи није било промјена и Димулен је завршио на четвртом мјесту, 16 секунди иза Мохорича. Сезону је наставио на Свјетском првенству, гдје је екипни хронометар, са тимом Санвеб, завршио на другом мјесту, 18 секунди иза тима Квик-степ флорс. Три дана касније, возио је индивидуални хронометар, дуг 52,5 km, са успоном 5 km. Иако се возио успон, промјена бицикла није била дозвољена, док је на првенству 2017, Свјетска бициклистичка унија дозволила промјену бицикла пред успон, тако да су сви могли да возе друмски бицикл на успону, што је давало предност брдашима над класичним хронометрашима. На првом пролазном циљу, након 16 km, заостајао је девет секунди иза Роана Дениса, а након успона заостајао је минут. До краја, у последњих 17 km, заостатак је растао и завршио је на другом мјесту, минут и 21 секунду иза Дениса, а мање од секунде испред Виктора Кампенартса. Четири дана касније, возио је друмску трку. На последњем успону, другом 3 km, на 10 km до циља, одвојили су се Валверде, Барде и Мајкл Вудс. Димулен их је достигао по равном, али није имао снаге да спринта и завршио је на четвртом мјесту, док је Валверде освојио златну медаљу. Сезону је завршио на трци у Хонг Конгу, гдје је са тимом Санвеб завршио на четвртом мјесту у генералном пласману, након побједе на екипном хронометру на другој етапи.

### 2019
Планирао је да му фокус сезоне 2019 буде Тур де Франс јер је Ђиро д’Италију возио три године заредом, али након што су изашле руте, одлучио је да ипак вози Ђиро јер му одговара рута са три хронометра, након чега ће одлучити о учешћу на Туру. Сезону је почео на новоформираном УАЕ Туру, гдје је, са тимом Санвеб, екипни хронометар на првој етапи завршио на другом мјесту, седам секунди иза тима Јумбо—визма. На трећој етапи, Роглич је напао при врху успона, Димулен није могао да прати и завршио је на 13 мјесту, 44 секунде иза. На шестој етапи, пао је у почетним километрима, због чега је скоро напустио трку. Бјегунци су достигнути на 2 km до циља, након чега се одвојила група од 15 возача. У финишу, Димулен је почео први да спринта, али га је Роглич достигао и одспринтао; другим мјестом на етапи, дошао је до шестог мјеста у генералном пласману. Последња етапа била је спринтерска, није било промјена и Димулен је завршио на шестом мјесту, минут иза Роглича. Сезону је наставио на Тирено—Адријатику, гдје је Санвеб екипни хронометар на првој етапи завршио на трећем мјесту, иза Мичелтон—скота и Јумбо—визме. На четвртој етапи, није могао да прати нападе у финишу и завршио је 23 секунди иза, али је дошао до трећег мјеста у генералном пласману, 50 секунди иза Адама Јејтса. На петој етапи, Фуглсанг је напао на 24 km до циља и дошао до соло побједе; Јејтс и Роглич су напали у последњих пет километара, Димулен није могао да прати и завршио је на четвртом мјесту, минут и 40 секунди иза Фуглсанга, а минут иза Јејтса и пао је на четврто мјесто у генералном пласману, минут и 55 секунди иза Јејтса. Хронометар на последњој, седмој етапи, завршио је на седмом мјесту, осам секунди иза Кампенартса и завршио је на четвртом мјесту у генералном пласману, минут и 25 секунди иза Роглича, који је освојио трку секунду испред Јејтса. Сезону је наставио у Италији, на Милано—Санрему, који је завршио на 11 мјесту, три секунде иза десеточлане групе која се одвојила на успону Пођо. У априлу, возио је Лијеж—Бастоњ—Лијеж, али га је завршио на 50 мјесту, скоро седам минута иза Фуглсанга.
Сезону је наставио на Ђиро д’Италији, гдје су му главни ривали били Роглич, Сајмон Јејтс, Нибали и Ланда. Ђиро је почео хронометром дугим осам километара, на којем је побиједио Роглич, док је Димулен завршио на петом мјесту, 28 секунди иза. На четвртој етапи, на 5 km до циља, пао је, али је могао да настави и завршио је четири минута иза Карапаза и Роглича, након чега је изјавио да је његова борба за генерални пласман завршена. Пету етапу је стартовао, али је због посљедица пада морао да напусти трку након само једног километра одвеженог на етапи, изјавивши да је бол у кољену био прејак. Након одустајања, изјавио је да је хтио да да све од себе и да није био спреман да напусти Ђиро, због чега је покушао да вози пету етапу.
Сезону је наставио у јуну, на Критеријуму ди Дофине, са циљем да се спреми за Тур де Франс. На другој етапи, изгубио је скоро девет минута и испао је из борбе за генерални пласман. Хронометар на четвртој етапи, завршио је на трећем мјесту, 47 секунди иза Ваута ван Арта. Након шесте етапе, изјавио је да се осјећа добро и да ће пробати да нападне на седмој етапи, али због бола у кољену, морао је да напусти трку и није стартовао седму етапу.
Након Критеријума ди Дофине, оперисао је кољено и уклоњен му је комадић шљунка што му је био ушао испод коже кад је пао на Ђиру и првобитно је планирано да ће моћи да се опорави на вријеме за Тур де Франс, али је неколико дана касније објављено да неће возити Тур јер опоравак не иде како је очекивано. На лијечењу у Мастрихту, откривено је да је повреда тежа него што су мислили и да је повриједио тетиву, због чега је морао да заврши сезону.
У јулу 2019, изјавио је да одлазак из тима не доводи у питање, након што су медији у Холандији објавили да је могуће да ће раскинути уговор са тимом Санвеб и прећи у Јумбо—визму, због чега је менаџер тима Санвеб — Иван Спекенбринк, изјавио да је изненађен тиме и да не зна зашто се пише о томе. Медији су касније објавили да су и тимови Инеос и ЦЦЦ заинтересовани за Димулена, а да је главни разлог због којег Димулен хоће да напусти Санвеб повећање плате на три милиона, већа подршка на гранд тур тркама и начин на који се брину о његовој повреди. На дан 19. августа, објављено је да ће Димулен напустити Санвеб на крају године, након осам година проведених у тиму, двије године прије истека уговора, након чега је изјавио да је већ дуго имао осјећај да ствари нису више тако добре и да не могу једни друге да учине бољим. Истог дана, објављено је да је потписао трогодишњи уговор са тимом Јумбо—вузма, од сезоне 2020. У октобру је објавио да су му циљ за 2020. Тур де Франс и Олимпијске игре, док је, у децембру, возио прву трку након шест мјесеци, трку Шевенинген у брдском бициклизму, коју је завршио на шестом мјесту. Као нови возач Јумбо—визме, представљен је 20. децембра, када је тим објавио да ће Роглич, Кројсвајк и Димулен бити удружени лидери на Тур де Франсу 2020.

### 2020
Сезону 2020. требало је да стартује у фебруару, на Вуелта а Валенсијана трци, али је морао да је прескочи због болести. Због проблема је отказао тренинг камп на којем је требало да тренира на успонима, због чега је морао да откаже учешће на Тирено—Адријатику и Милано—Санрему. Тим Јумбо—визма је изјавио да су отписали епстејн бар вирус и да раде на томе да утврде због чега има здравствених проблема. Утврђено је има проблема због цријевног паразита, а након што је лијечен, изјавио је да се осјећа спремним за тренинг. У марту, био је на тренинг кампу у Тенерифима, гдје је изјавио да се нада да ће дебитовати за тим на Вуелта а Каталуњи крајем марта. Сезона је прекинута средином марта, због пандемије ковида 19, а трке су или одложене или отказане. Јумбо—визма је, у мају, објавила да остаје при плану да наступи на Тур де Франсу са три лидера, који ће заједно возити припремне трке и да ће њихова форма и позиција у генералном пласману одлучити ко ће бити лидер тима у завршници Тура. UCI је објавио нови календар за сезону 2020, по којем је старт Тура помјерен за 29. август, док су Ђиро д’Италија и Вуелта а Еспања помјерене за октобар.
За нови тим дебитовао је у августу, на Тур де л’Ен трци, гдје је возио заједно са Рогличем и Кројсвајком, а ту су били и Бернал и Томас. На првој етапи, у групном спринту, завршио је на четвртом мјесту, док је Роглич завршио на другом мјесту. На другој етапи вожено је пет успона; тим Јумбо—визма је возио на темпо; Димулен је преузео на последњем успону, након чега је отпао. На 500 метара до циља, Роглич је напао и побиједио у спринту испред Бернала, док је Димулен завршио пет минута иза. На последњој, трећој етапи, која је вожена до успона Гран Колумбијер, Димулен је поново радио за Роглича и завршио је на осмом мјесту, 44 секунде иза Роглича, који је побиједио на етапи и освојио трку испред Бернала, док је Димулен завршио на 11 мјесту, шест минута иза. Сезону је наставио на Критеријуму ди Дофине, заједно са Рогличем и Кројсвајком, док је на трци био и трио Инеоса — Фрум, Томас и Бернал. Због пандемије ковида 19, трка је скраћена на пет етапа, без спринтерских етапа и хронометра. На првој етапи, Јумбо је возио на темпо, а на последњем успону, Димулен је реаговао на неколико напада, након чега је њихов сувозач — Ван Арт побиједио. На другој етапи, Димулен је радио за Роглича, који је напао у последњем километру и остварио побједу, док је Димулен завршио минут иза. Трећа етапа вожена је до успона Кол де Маделена; Роглич је напао у последњем километру, завршио је испред осталих фаворита, док је Димулен завршио 50 секунди иза и пао је на 13 мјесто у генералном пласману. Еган Бернал због повреде леђа није стартовао четврту етапу, а у току етапе, пали су Кројсвајк и Роглич; Кројсвајк је морао да напусти трку, док је Роглич наставио, али није стартовао пету етапу. Димулен је пету етапу завршио на петом мјесту и завршио је на седмом мјесту у генералном пласману, два минута иза Данијела Мартинеза.
Због повреде задобијене у паду на Дофинеу, Кројсвајк је морао да пропусти Тур, док су Роглич и Димулен били лидери тима.  Тур је почео спринтерском етапом, по киши и лошем времену, због чега је неколико возача пало, а Тони Мартин је изашао испред групе и показао покретом руке да је етапа неутралисана и да нема напада; настављена је на 25 km до циља, а у спринту, Александер Кристоф је побиједио и узео жуту мајицу. На другој етапи, Алафилип је побиједио и узео жуту мајицу, док је Димулен завршио у групи која је дошла на циљ двије секунде иза. Циљ четврте етапе био је на успону Орсијере—Мерлет; група фаворита је стигла на циљ заједно, а у спринту, Роглич је побиједио испред Погачара, док је Димулен завршио на 11 мјесту. На седмој етапи, због вјетра, група се раздвојила, а Погачар, Ричи Порт, Микел Ланда и Карапаз су се нашли у групи иза; њихови тимови су радили на челу у покушају да се врате у главну групу, али су завршили минут и 20 секунди иза групе, захваљујући чему је Димулен дошао до петог мјеста у генералном пласману. На осмој етапи, Погачар је напао на 15 km до циља и завршио је 40 секунди испред групе, док је Димулен радио за Роглича, након чега је отпао и завршио два минута иза. Џорџ Бенет је изјавио да им је Димулен преко радија рекао да се не осјећа сјајно и да није дошао на Тур да би се борио за десето мјесто, док је Кројсвајк изјавио да је Димуленова жртва била непотребна јер је тако само избацио себе из борбе за генерални пласман и оставио тим без могућег плана Б. На деветој етапи, вожена су два брдска циља прве категорије; Погачар је напао на 20 km до циља и група се раздвојила. Нападао је још два пута, а након другог напада, пратили су само Роглич, Ланда и Бернал. Погачар је побиједио у спринту испред Роглича, док је Димулен завршио 54 секунде иза. Циљ етапе 13 био је на успону Пиј Мари, који је био дуг 5,4 km. У последњим километрима, Роглич и Погачар су се одвојили од осталих након напада и прешли су кроз циљ заједно, док је Димулен завршио минут иза. Циљ етапе 15 био је на успону Гран Колумбијер; Ван Арт је био на челу групе, а на 13 km до циља, Бернал је отпао, заједно са Кинтаном. Тим Јумбо—визма је возио на темпо, Димулен је био на челу групе до 600 метара до циља, када је Роглич напао; Погачар је побиједио у спринту испред Роглича, док је Димулен завршио 34 секунде иза, али је дошао до десетог мјеста у генералном пласману, јер су други возачи изгубили доста времена. На етапи 16, група је завршила 16 минута иза возача који су били у бијегу; Погачар је напао на 500 метара до циља, већина фаворита је пратила, али је Димулен завршио седам секунди иза. На етапи 17, на последњем успону, након што је радио на челу, отпао је из групе у којој је остало шест возача. Роглич је након напада повећао предност у генералном пласману испред Погачара на 57 секунди, док је Димулен завршио етапу на десетом мјесту, два минута иза и дошао је до деветог мјеста у генералном пласману. На етапи 18, Ланда је напао на последњем успону, али је у финишу достигнут; у спринту, Роглич и Погачар су завршили секунду испред осталих фаворита. На етапи 20, вожен је брдски хронометар, дуг 36,2 km, док је циљ био на успону Ла Планш де бел филс, који је био дуг 5,9 km. Ван Арт је поставио најбоље вријеме, али је Димулен био бржи десет секунди, након чега су њих двојица заједно гледали вожњу Погачара и Роглича. Роглич је био 57 секунди испред Погачара прије старта етапе; на првом пролазном циљу, Погачар је био 13 секунди испред Роглича, а пред почетак успона, био је 30 секунди испред Роглича. Пред успон, обојица су мијењала бицикл, а на 3,9 km до циља, Погачар је био испред Роглича у виртуелном генералном пласману, док су, у том тренутку, Димулен и Ван Арт, стајали један поред другог и гледали вожњу Погачара. На последњем пролазном мјерењу, 2.7 km до циља, Погачар је био минут и 22 секунде испред Роглича. Побиједио је минут и 20 секунди испред Димулена, остваривши трећу побједу, док је завршио минут и 56 секунди испред Роглича и преузео је жуту мајицу. Димулен је, захваљујући добром резултату на хронометру, дошао до седмог мјеста у генералном пласману. Последња етапа била је спринтерска, није било промјена у генералном пласману и Димулен је завршио на седмом мјесту, седам минута и 48 секунди иза Погачара.
Сезону је наставио на Свјетском првенству, гдје је хронометар завршио на десетом мјесту, минут и 14 секунди иза Филипа Гане, након чега је изјавио да резултат на хронометру није показатељ форме за друмску трку. На друмској трци, Погачар је напао на 42 km до циља и, на уласку у последњи круг, на 28,8 km до циља, имао је 25 секунди предности. На 22 km до циља, Димулен је напао и достигао Погачара, али их је затим, на 21 km до циља достигла група. Након напада, одвојило се шест возача, а Димулен је завршио на 14 мјесту, у групи која је стигла на циљ 53 секунде иза Алафилипа, који је освојио првенство. Крајем септембра, возио је Флеш Валон, први од два арденска класика која су вожена, гдје је радио за Роглича и није завршио трку. На Лијеж—Бастоњ—Лијежу, поново је радио за Роглича. Алафилип је напао на 500 метара до врха последњег успона, пратили су Квјатковски, Ирши, Роглич и Погачар, који су заједно стигли на циљ, а у спринту, Алафилип је славио побједу, али је утврђено да је Роглич побиједио у фото финишу, док је Димулен завршио на 12 мјесту, 14 секунди иза.
Сезону је наставио на Вуелта а Еспањи, гдје је био лидер тима заједно са Рогличем. Изјавио је да му је циљ да заврши на подијуму, као и да, ако он буде јачи, Роглич ће радити за њега, а уколико Роглич буде јачи, Димулен ће радити за њега, као. И на Тур де Франсу. На првој етапи, Димулен је отпао на 4,6 km до циља, када је његов сувозач — Сеп Кус, изашао на чело групе. Роглич је побиједио на етапи и узео прву лидерску мајицу на трци, док је Димулен завршио 51 секунду иза. Након етапе, изјавио је да је разочаран и да је већ јасно да је Роглич лидер тима. На другој етапи, на последњем успону, Мовистар је радио на челу групе, а на 7 km до циља, Димулен је отпао и завршио је осам минута иза, након чега је изјавио да се осјећао празно, без енергије. У наставку трке радио је за Роглича, а након седме етапе,у договору са тимом, одлучио је да је боље да напусти трку и да се фокусира на наредну сезону. У тренутку одустајања, био је на 53 мјесту у генералном пласману, 42 минута иза Роглича.
У децембру, у допинг операцији названој Адерлас, појавиле су се слике Роглича и Димулена као дио истраге. Њихове слике биле су међу четрдесетак слика особа које испитују због могуће повезаности у допинг који је спроводио доктор Марк Шмит. И Роглич и Димулен, као и тим Јумбо—визма, порекли су било какву повезаност са доктором Шмитом, такође изјавивши да их нико није ни на који начин контактирао у вези истраге.

### 2021
Прије почетка сезоне 2021. изјавио је да вјерује да може да се врати на врх. У јануару, тим је изјавио да ће Роглич, Кројсвајк и Димулен били удружени лидери на Тур де Франсу, као што су планирали и за 2020, док је Димулен изјавио да ће возити Ронде ван Фландерен, први пут након 2012. Пет дана након што је објављен тим за Тур де Франс, Димулен је напустио тренинг камп Јумбо—визме и одлучио да привремено прекине каријеру, изјавивши да га тим подржава и да је срећан што је коначно одвојио вријеме за себе. Дан касније, објавио је на Твитеру да је дуго времена осјећао притисак и обавезу да мора да остварује добре резултате због тима, спонзора и навијача и да је заборавио шта хоће од спорта и своје будућности, а да, због тога што не зна одговор на то, потребно му је вријеме да разбистри мисли и да одлучи шта заправо хоће и на који начин то хоће.

## Резултати на тркама

### Резултати на гранд тур тркама
| Гранд тур трке  | 2012. | 2013. | 2014. | 2015. | 2016. | 2017. | 2018. | 2019. | 2020. | 2021. |
| --------------- | ----- | ----- | ----- | ----- | ----- | ----- | ----- | ----- | ----- | ----- |
| Ђиро д’Италија  | —     | —     | —     | —     | DNF   | 1     | 2     | DNF   | —     |       |
| Тур де Франс    | —     | 41    | 33    | DNF   | DNF   | —     | 2     | —     | 7     |       |
| Вуелта а Еспања | DNF   | —     | —     | 6     | —     | —     | —     | —     | DNF   |       |

### Резултати на главним етапним тркама
| Етапне трке          | 2012. | 2013. | 2014. | 2015. | 2016. | 2017. | 2018. | 2019. | 2020. | 2021. |
| -------------------- | ----- | ----- | ----- | ----- | ----- | ----- | ----- | ----- | ----- | ----- |
| Париз—Ница           | —     | —     | —     | DNF   | 12    | —     | —     | —     | —     |       |
| Тирено—Адријатико    | —     | 34    | 102   | —     | —     | 6     | DNF   | 4     | —     |       |
| Вуелта а Каталуња    | —     | —     | —     | —     | DNF   | —     | —     | —     | NH    |       |
| Вуелта ал Паис Баско | —     | —     | 40    | 29    | —     | —     | —     | 6     | NH    |       |
| Тур де Романди       | —     | 68    | —     | —     | 5     | —     | —     | —     | NH    |       |
| Критеријум ди Дофине | —     | —     | —     | —     | —     | —     | —     | DNF   | 7     |       |
| Тур де Свис          | —     | 58    | 5     | 3     | —     | DNF   | —     | —     | NH    |       |

### Резултати на класицима
| Монументални класици           | 2012. | 2013. | 2014. | 2015. | 2016. | 2017. | 2018. | 2019. | 2020. | 2021. |
| ------------------------------ | ----- | ----- | ----- | ----- | ----- | ----- | ----- | ----- | ----- | ----- |
| Милано—Санремо                 | —     | 126   | —     | 25    | —     | 69 kg   | 31    | 11    | —     |       |
| Ронде ван Фландерен            | DNF   | —     | —     | —     | —     | —     | —     | —     | —     |       |
| Париз—Рубе                     | —     | —     | —     | —     | —     | —     | —     | —     | —     |       |
| Лијеж—Бастоњ—Лијеж             | DNF   | 121   | 65    | 25    | —     | 22    | 15    | 50    | 12    |       |
| Ђиро ди Ломбардија             | DNF   | 18    | 43    | —     | DNF   | —     | —     | —     | —     |       |
| Остали класици                 | 2012. | 2013. | 2014. | 2015. | 2016. | 2017. | 2018. | 2019. | 2020. | 2021. |
| Омлоп хет Ниувсблад            | —     | —     | —     | —     | —     | —     | —     | —     | —     | —     |
| Курне—Брисел—Курне             | —     | —     | —     | —     | —     | —     | —     | —     | —     | —     |
| Страде Бјанке                  | —     | —     | —     | —     | —     | 5     | 21    | —     | —     |       |
| Е3 Бинкбанк                    | —     | —     | —     | —     | —     | —     | —     | —     | —     |       |
| Гент—Вевелгем                  | —     | —     | —     | —     | —     | —     | —     | —     | —     |       |
| Дварс дор Фландерен            | —     | —     | —     | —     | —     | —     | —     | —     | —     |       |
| Шелдепрајс                     | —     | —     | —     | —     | —     | —     | —     | —     | —     |       |
| Амстел голд рејс               | 46    | 62    | 20    | 26    | 91    | —     | —     | —     | —     |       |
| Флеш Валон                     | —     | —     | 21    | —     | —     | —     | —     | —     | 9     |       |
| Класик Сан Себастијан          | —     | —     | —     | —     | —     | 4     | —     | —     | —     |       |
| Бретање класик                 | —     | —     | —     | —     | —     | —     | —     | —     | —     |       |
| Гран при сајклисте де Квебек   | —     | —     | 2     | —     | —     | 49    | —     | —     | —     |       |
| Гран при сајклисте де Монтреал | —     | —     | 6     | —     | —     | 28    | —     | —     | —     |       |
| Милано—Торино                  | —     | —     | —     | —     | —     | DNF   | —     | —     | —     |       |

### Резултати на Свјетском првенству
| Свјетско првенство у друмској вожњи       | 2012.          | 2013.          | 2014.          | 2015.          | 2016.          | 2017.          | 2018.          | 2019.          | 2020.          | 2021.          |
| ----------------------------------------- | -------------- | -------------- | -------------- | -------------- | -------------- | -------------- | -------------- | -------------- | -------------- | -------------- |
| Друмска трка                              | —              | DNF            | 22             | 11             | DNF            | 25             | 4              | —              | 14             |                |
| Вожња на хронометар                       | —              | —              | 3              | 5              | 11             | 1              | 2              | —              | 10             |                |
| Екипни хронометар                         | —              | 14             | 8              | 5              | 7              | 1              | 2              | Није одржавано | Није одржавано | Није одржавано |
| мјешовити хронометар за националне тимове | Није одржавано | Није одржавано | Није одржавано | Није одржавано | Није одржавано | Није одржавано | Није одржавано | —              | —              |                |

### Резултати на Олимпијским играма
| Олимпијске игре     | 2012. | 2016. | 2021. |
| ------------------- | ----- | ----- | ----- |
| Друмска трка        | —     | DNF   |       |
| Вожња на хронометар | —     | 2     |       |

### Резултати на националном првенству
| Првенство Холандије | 2012. | 2013. | 2014. | 2015. | 2016. | 2017. | 2018. | 2019. | 2020. | 2021. |
| ------------------- | ----- | ----- | ----- | ----- | ----- | ----- | ----- | ----- | ----- | ----- |
| Друмска трка        | 7     | 2     | 36    | 52    | —     | 47    | 29    | —     | —     |       |
| Вожња на хронометар | 7     | 3     | 1     | 4     | 1     | 1     | —     | —     | —     |       |

| —   | Није учествовао |
| DNF | Није завршио    |
| DSQ | Дисквалификован |
| NH  | Није одржано    |